# Leptolalax gracilis
Leptolalax gracilis là một loài ếch trong họ Megophryidae. Loài này có ở Brunei, Indonesia, Malaysia, và có thể cả Thái Lan.
Các môi trường sống tự nhiên của chúng là các khu rừng ẩm ướt đất thấp nhiệt đới hoặc cận nhiệt đới, rừng mây ẩm nhiệt đới và cận nhiệt đới, và sông. Nó ngày càng hiếm gặp do mất môi trường sống.